# Kiss FM Campinas
Kiss FM Campinas é uma emissora de rádio brasileira e opera na frequência de 107.9 MHz em FM.
É uma rádio da rede Kiss FM, cuja concessão pertence à cidade de Cosmópolis (cerca de 30 km de Campinas) onde se encontra o transmissor, mas com foco comercial em Campinas.

## História
Foi inaugurada oficialmente em 2 de abril de 2005.
A partir do início de setembro de 2015 deixou de retransmitir a programação rock da Kiss FM, voltando à denominação Flash FM, com programação musical do gênero sertanejo.
Depois da Flash FM operar por pouco mais de 1 mês, mais exatos 35 dias, a programação rock da Kiss FM retornou ao dial da Grande Campinas em 107.9 MHz no dia 8 de outubro de 2015.
Em 2016, passou por vários problemas técnicos, alternando com longos períodos que a rádio ficava ligada apenas na portadora, também pelo adiamento do projeto de voltar com força em Campinas.
A partir de outubro de 2017, o sinal chega enfim forte a Campinas, e em novembro de 2017, a Kiss FM Campinas passa a ter horário local das 14h às 19h com o locutor Rony Vianna, famoso por seu programa semanal "On The Rocks" aos domingos, por muitos anos em algumas emissoras "pop" de Campinas.
Em 3 de agosto de 2021, a Top FM passou a operar na frequência 107.9 FM substituindo a Kiss FM.
Depois de 7 meses transmitindo a Top FM, a frequência voltou a transmitir a Kiss FM no dia 26 de março de 2022.

## Principais programas
- Wake Up
- Alternativa Kiss
- BR102
- Programas do Meio Dia: Gasômetro (segunda-feira), Filhos da Pátria (quarta-feira), Bem que se Kiss (quinta-feira)
- As 10 da Kiss
- Kiss.com
- Ídolos do Rock
- Madrugada Kiss
- Backstage

## Locutores
- Marco Antônio (Titio)
- Rodrigo Branco
- Alexandre Gomes
- Edu Parez
- Marcelo Andreassa
- Walter Ricci
- Rony Vianna (Campinas)
- Vany Américo
- Marcelo Marques
- Rosângela Alves